# یوتا گاوران
یوتا گاوران یک ستاره است که در صورت فلکی گاوران قرار دارد.